# Mapa izokerauniczna

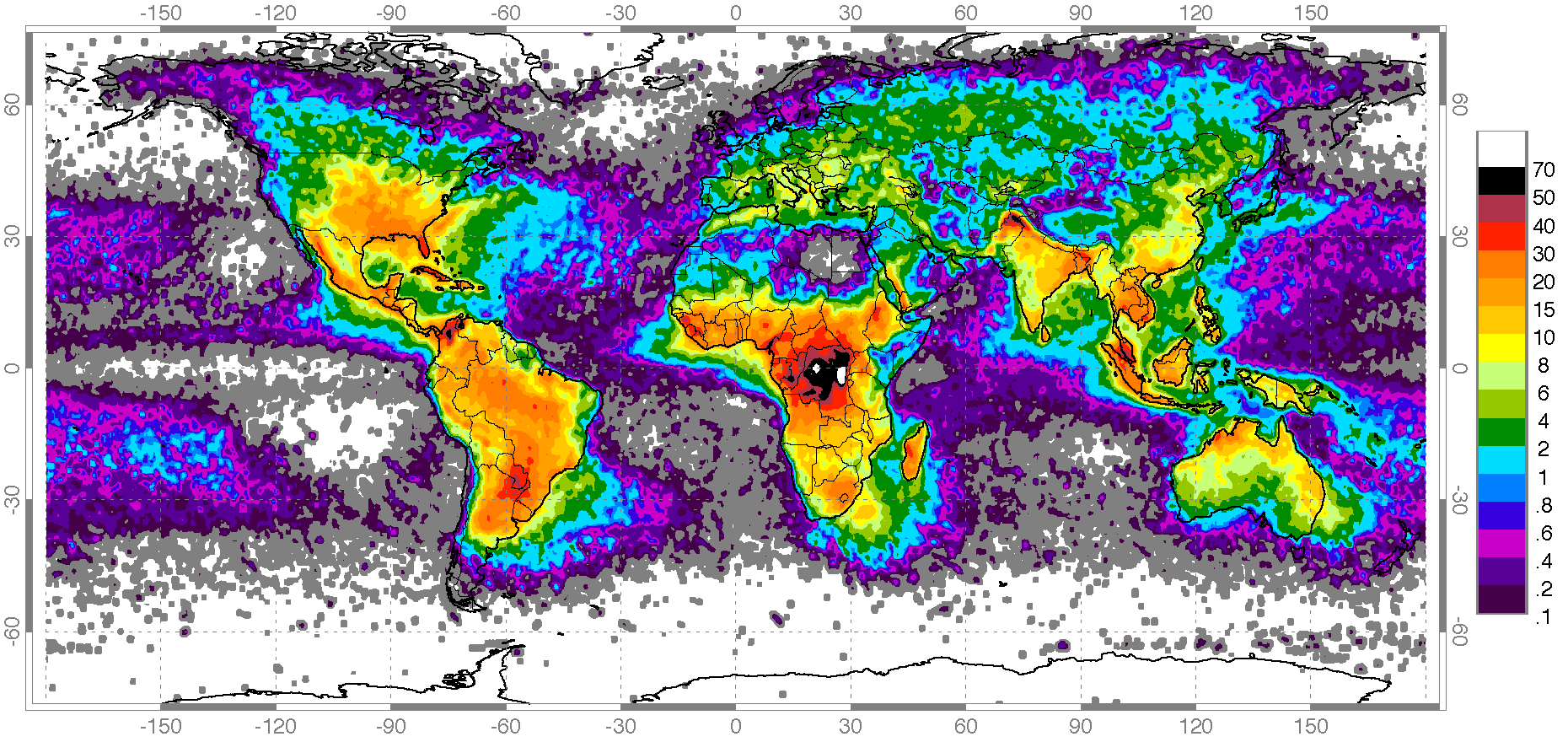
Mapa izokerauniczna świata

Mapa izokerauniczna pot. mapa burzowa – mapa gęstości wyładowań atmosferycznych doziemnych. Uwidocznione na niej są krzywe jednakowego nasilenia burz (lub dni burzowych), występujących przeciętnie w ciągu roku. Służą jako źródło informacji do celów projektowych o częstości burz, mogących występować w danym rejonie. Mapy takie sporządzane są na podstawie statystyk przez instytucje meteorologiczne.